# Evangelhos de Durham

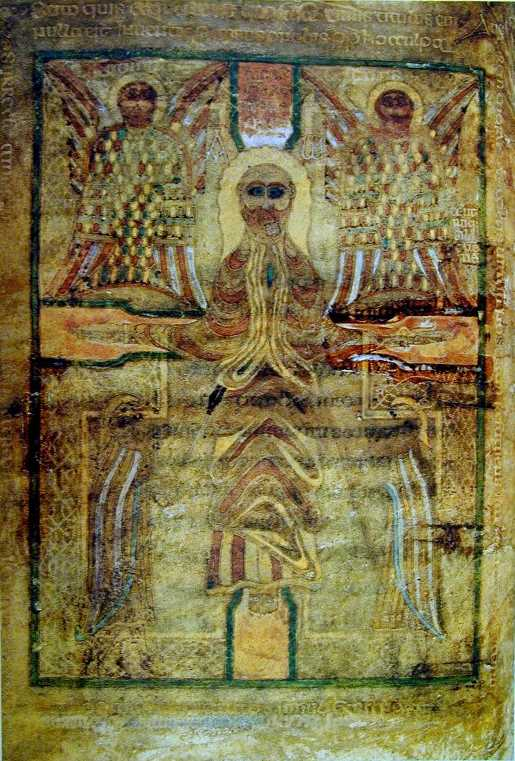
Evangelhos de Durham

Os Evangelhos de Durham foram escritos no final século VII, pelo mesmo amanuense do mosteiro de Echternach que escreveu os Evangelhos de Echternach.
Actualmente estes Evangelhos encontram-se na biblioteca da Catedral de Durham.